# Hugo Rost
Hugo Rost (vollständiger Name: Paul Hugo Rost; * 20. August 1904 in Kiel; † 15. September 1965 in Meschede) war ein deutscher Röntgen- und Orthopädietechniker und medizintechnischer Erfinder.

## Leben
Hugo Rost begann 1920 zunächst eine Lehre als Kunstschmied und machte nach drei Jahren Ausbildungszeit seinen Berufsabschluss. Durch seine Tätigkeit im Bereich der Prothetik kam Hugo Rost zur Medizintechnik. Ab 1923 war er Geselle bei Pohl in Kiel und lernte nebenberuflich Elektrotechnik. Seinen Meisterbrief in der Elektrotechnik machte er am 23. März 1934. Während des Krieges arbeitete er als Röntgentechniker bei der Firma Pohl in Kiel und wurde daher vom Kriegsdienst freigestellt. Im Mai 1946 gründete er die Firma Hugo Rost & Co Röntgentechnik in Kiel.
Er befasste sich mit der Entwicklung und Fertigung von röntgentechnischen Geräten. Unter anderem war er Mitglied der Röntgengesellschaft. Im Arbeitskreis mit Lothar Diethelm erfolgte gemeinsam die Realisierung des noch heute so genannten C-Bogens für eine gezielte Röntgendiagnostik in der Unfallchirurgie. Unter Mitwirkung von Rost wurde 1954 ein Röntgendurchleuchtungsgerät mit Bildverstärker von der damaligen Firma C.H.F. Müller AG, Hamburg, für den Operationssaal als Hilfe zur stabilen Osteosynthese konstruiert.
Des Weiteren entwickelte er den sogenannten Urologen-Tisch eine Spezial-Röntgen-Einrichtung und die Babix-Hülle, eine spezielle Aufnahme, in der Säuglinge und Kleinkinder unter Röntgengeräten fixiert und geröntgt werden können.
Hugo Rost starb am 15. September 1965 in Meschede auf dem Rückweg vom Urologenkongress in Köln.

## Firma
Nach dem Tod von Hugo Rost wurde seine Firma geteilt. Die Produktion wurde unter dem Namen Rost Röntgengerätebau weiter geführt und 1969 an Siemens verkauft. Zunächst wurde am Standort Kiel weiter gefertigt, kurze Zeit später zog dieser Zweig nach Erlangen um. Die Firma Hugo Rost und Co. blieb im Privatbesitz und wurde 1991 in eine GmbH umgewandelt. Seit 2009 fertigt Hugo Rost Röntgenanlagen und Computertomographen für die industrielle Anwendung, die gemeinsam mit der Firma SHAKE GmbH unter dem Namen SHR vermarktet werden.